# Aztreonam/avibactam
Aztreonam/avibactam, vendido bajo la marca Emblaveo , es una combinación de aztreonam, un antibiótico β-lactámico, y avibactam, un inhibidor de β-lactamasa, desarrollado por AbbVie y Pfizer para infecciones aeróbicas por bacterias   gramnegativas. Se ha informado resistencia a los medicamentos de la combinación.
La combinación fue aprobada para uso médico en la Unión Europea en abril de 2024.

## Usos médicos
Aztreonam/avibactam está indicado para el tratamiento de infecciones intraabdominales complicadas; neumonía adquirida en el hospital, incluida la neumonía asociada al ventilador; o infección complicada del tracto urinario, incluida pielonefritis.  También está indicado para el tratamiento de infecciones debidas a organismos aeróbicos gramnegativos en adultos con opciones de tratamiento limitadas.
Los inhibidores de β-lactamasa previos al avibactam, como tazobactam y ácido clavulánico, no inhiben clases importantes de β-lactamasas. Si bien avibactam inhibe las serina β-lactamasas de clase A, de clase C y, algunas, de clase D, se ha informado que es un sustrato pobre o inhibidor débil de metalo- β-lactamasas de clase B (MBL).
Aztreonam presenta una biodisponibilidad de 100% (intramuscular). 
La unión proteica es del 56%. 
Vida media eliminación es de 1,7 h. 
La excreción se produce mediante filtración glomerular.